# Manolis Glezos
Emanuil (Manolis) Glezos (gr. Εμμανουήλ (Μανώλης) Γλέζος; ur. 9 września 1922 w Apirantos, zm. 30 marca 2020 w Atenach) – grecki polityk, działacz społeczny i publicysta, uczestnik i historyk antyhitlerowskiego ruchu oporu, parlamentarzysta krajowy i europejski.

## Życiorys
Manolis Glezos urodził się 9 września 1922 roku we wsi Apirantos na Naksos. W 1935 roku przeniósł się z rodziną do Aten, gdzie pracował w aptece i równocześnie kontynuował naukę w liceum. W 1939 roku utworzył antyfaszystowską grupę młodzieżową, która walczyła przeciw włoskim okupantom Dodekanezu i dyktaturze Joanisa Metaksasa. W 1940 roku ukończył gimnazjum i podjął naukę w studium ekonomiczno-handlowym. W chwili wybuchu wojny grecko-włoskiej chciał się zaciągnąć do armii, ale został odrzucony z powodu młodego wieku; zatrudnił się wówczas jako wolontariusz w ministerstwie gospodarki.
W czasie niemieckiej okupacji pracował w biurze statystycznym Czerwonego Krzyża. Gdy Niemcy zatknęli na Akropolu swoją flagę, Manolis Glezos razem z Apostolosem Sandasem zaczęli planować jej zerwanie. Po niemieckim ataku na wciąż wolną Kretę przyspieszyli akcję i w nocy z 30 na 31 maja 1941 roku zerwali flagę. Sprawcy tego czynu nigdy nie zostali zidentyfikowani przez Niemców. Po akcji na Akropolu Manolis Glezos nadal udzielał się w ruchu oporu. 24 marca 1942 roku został aresztowany przez Niemców, którzy poddali go w więzieniu torturom; tam też nabawił się gruźlicy. Ponownie zatrzymany 21 kwietnia 1943 roku przez Włochów, był wówczas więziony przez 3 miesiące. 7 lutego 1944 roku został natomiast aresztowany przez kolaboracyjny rząd grecki i spędził w więzieniu 7 miesięcy, po czym 21 września 1944 roku zbiegł.
W 2014 roku w wywiadzie Manolis Glezos stwierdził, że w 1944 roku miał brać udział w uzbrajaniu ładunków w ramach akcji partyzantów, którzy przygotowali wysadzenie grecko-brytyjskiego centrum dowodzenia i siedziby rządu greckiego, w hotelu Grande Bretagne, który to zamach wstrzymano z uwagi na ogłoszoną wizytę Winstona Churchilla.
Po zakończeniu wojny Manolis Glezos był jednym z głównych działaczy partii komunistycznej, a od 1947 roku redaktorem partyjnej gazety „Rizospastis”. 3 marca 1948 roku został aresztowany jako więzień polityczny, a w czerwcu 1948 roku i lutym 1949 roku był skazywany na karę śmierci. Z powodu protestów społecznych wyroku nie wykonano, a w 1950 roku zamieniono mu orzeczoną karę na dożywotnie pozbawienie wolności. W czasie jej odbywania w 1951 roku został wybrany do greckiego parlamentu z ramienia Zjednoczonej Lewicy Demokratycznej (EDA). W więzieniu podjął strajk głodowy, domagając się zwolnienia innych więzionych parlamentarzystów, w efekcie czego siedmioro z nich zostało uwolnionych.
Manolis Glezos został zwolniony 16 lipca 1954 roku. W 1957 roku odwiedził ZSRR. Od lipca 1956 roku był sekretarzem Zjednoczonej Lewicy Demokratycznej, a także redaktorem partyjnej gazety „I Avgi”. 5 grudnia 1958 roku został kolejny raz aresztowany, a w lipcu następnego roku rozpoczął się jego proces, w którym zarzucono mu współpracę z obcymi wywiadami. Został wówczas skazany na pięć lat pozbawienia wolności i nakaz opuszczenia kraju na cztery lata.
W 1961 roku został ponownie wybrany do parlamentu, ale władze unieważniły jego mandat. Zwolniono go z więzienia 15 grudnia 1962 roku pod naciskiem opinii społecznej. W 1963 roku po raz kolejny udał się w podróż do ZSRR. 21 kwietnia 1967 roku został ponownie aresztowany, gdy w Grecji doszło do przewrotu. Z więzienia został zwolniony w 1971 roku.
W 1981 roku w okręgu ateńskim uzyskał ponownie mandat posła do Parlamentu Grecji z ramienia Panhelleńskiego Ruchu Socjalistycznego (PASOK). W 1985 z powodzeniem ubiegał się o reelekcję na kolejną kadencję w Pireusie. Został posłem niezależnym, a w 1987 roku złożył mandat. W 1984 roku został członkiem Parlamentu Europejskiego z poparciem PASOK-u, ale zrezygnował z tego stanowiska po pół roku. W latach 1985–1987 był burmistrzem rodzinnego Apirantos, a w latach 1985–1989 prezesem partii EDA. W 2000 roku kandydował z ramienia Koalicji Ruchów Lewicy i Ekologii (Sinaspismos). Dwa lata później stworzył własne ugrupowanie, ubiegał się bezskutecznie o urząd prefekta Attyki, a następnie ze swoją partią dołączył do Koalicji Radykalnej Lewicy (Syriza).
Opublikował jako historyk najobszerniejszą z greckich monografii ruchu oporu.
Manolis Glezos był jednym z najaktywniejszych demonstrantów i jednym z liderów protestów skierowanych przeciwko planom cięć finansowych, których wobec Grecji domagały się Unia Europejska i Międzynarodowy Fundusz Walutowy w ramach sformułowanego przez te organizacje planu przeciwdziałania kryzysowi gospodarczemu. W 2010 roku został poszkodowany przez policjanta, który z bliska skierował w stronę jego twarzy strumień z butli z gazem łzawiącym. W 2012 roku dwukrotnie (w maju i w czerwcu) był wybierany do greckiego parlamentu z listy Syrizy. Jako poseł konsekwentnie przywoływał roszczenia Grecji wobec Niemiec w sprawie zwrotu realnej wartości pożyczki międzypaństwowej z okresu II wojny światowej. W wyborach w 2014 roku z ramienia tego samego ugrupowania uzyskał mandat eurodeputowanego VIII kadencji, zdobywając najwięcej głosów spośród wszystkich greckich kandydatów. Zgodnie z wcześniejszą zapowiedzią złożył mandat poselski po upływie roku w lipcu 2015 roku.

## Odznaczenia i wyróżnienia
Uhonorowany Międzynarodową Leninowską Nagrodą Pokoju w 1963 roku, a za swój wkład w demokrację, geologię i lingwistykę także doktoratami honoris causa Uniwersytetu Patraskim, Uniwersytetu Arystotelesa w Salonikach, Politechniki Narodowej w Atenach, Uniwersytetu Narodowego im. Kapodistriasa w Atenach i Uniwersytetu Tesalii w Wolosie. W 2008 roku grecki parlament specjalną uchwałą wyraził swoje uznanie dla czynu jego i Apostolosa Sandasa.